# Taiping Yulan
Las Lecturas imperiales de la época Taiping (en chino tradicional, 太平御覽; pinyin, Taiping Yùlǎn) es una enorme leishu (enciclopedia) elaborada por un grupo de oficiales encargados por la corte imperial de la dinastía Song siendo su editor principal Li Fang de 977 a 983, durante la primera era del reinado del emperador Taizong. Está dividido en 1.000 volúmenes y 55 secciones, que constaban de alrededor de 4,7 millones de caracteres. Incluía citas de aproximadamente 2.579 diferentes tipos de documentos que abarcan desde libros, poesía, odas, proverbios, estelas para diversos trabajos. Después de la compilación, se dice que el emperador Song Taizong terminó de leer el libro en un año, revisando tres volúmenes por día. Se lo considera uno de los Cuatro Grandes Libros de Song.
Es una de las fuentes utilizadas por los eruditos Ming y Qing para reconstruir el registro perdido de Las canciones de Jingchu.